# Estádio Raimundo Ribeiro de Souza
Estádio Raimundo Ribeiro de Souza – stadion piłkarski w Boa Vista, Roraima, Brazylia, na którym swoje mecze rozgrywają kluby Baré Esporte Clube, Associação Esportiva Real i São Raimundo Esporte Clube.
Pierwszy gol: Reis (Baré)